# 울리히 뮈헤
프리드리히 한스 울리히 뮈헤(독일어: Friedrich Hans Ulrich Mühe 뮈에[*], 1953년 6월 20일 ~ 2007년 7월 22일)는 독일의 배우이다. 2006년 개봉한 《타인의 삶》에서 게르트 비슬러 대위를 연기해서 큰 호평을 받았다. 
1976년 희곡 작가인 아네그레트 한과 결혼했으며 안드레아스와 콘라트라는 두 아들을 낳았다. 이후 1983년에 한과 이혼했다. 이듬해인 1984년 배우인 예니 그뢸만과 재혼했으며 딸 아나 마리아를 낳았다. 아나 마리아는 아버지의 뒤를 이어 배우가 되었다. 1990년에 두 번째 이혼을 했으며 1997년에 배우인 주자네 로타어와 3번째 결혼을 올렸다. 뮈헤는 로타어와의 결혼으로 딸 소피 마리와 아들 야코프를 낳았다.
2007년 7월 22일 위암으로 사망했다.

## 수상
- 2006년 유럽 영화상 최우수 남우주연상
- 2006년 바바리안 영화제 최우수 남우주연상
- 2006년 코펜하겐 국제 영화제 최우수 남우주연상
- 2007년 독일방송영화비평가협회 최우수 남우주연상